# Stazione di Gualtieri
Stazione di Gualtieri vasútállomás Olaszországban, Gualtieri településen.

## Vasútvonalak
Az állomást az alábbi vasútvonalak érintik:
- Parma-Suzzara-vasútvonal

## Kapcsolódó állomások
A vasútállomáshoz az alábbi állomások vannak a legközelebb:
- Stazione di Guastalla (Stazione di Suzzara, Parma-Suzzara-vasútvonal)
- Pieve Saliceto railway halt (Stazione di Parma, Parma-Suzzara-vasútvonal)